# Veckatimest
Veckatimest는 미국 인디 록 밴드 그리즐리 베어의 세 번째 앨범이다. 앨범의 제목은 매사추세츠주에 있는 섬에서 따왔다. 크리스토퍼는 이 앨범에 대해 전작에 비해 좀 더 받아들이기 쉬운 팝 레코드라 소개했고 이 앨범은 평단의 호평과 함께 미국 빌보트 차트 8위까지 오르며 첫 주에 3만 3천장을 팔았다.
앨범의 그림은 시카고 출신 화가 윌리암 J. 오브라이언이 그렸다.

## 트랙 리스트
전체 작사·작곡: 특별한 언급이 없는 한 그리즐리 베어
| #   | 제목                              | 재생 시간 |
| --- | --------------------------------- | --------- |
| 1.  | 〈Southern Point〉                | 5:00      |
| 2.  | 〈Two Weeks〉                     | 4:03      |
| 3.  | 〈All We Ask〉                    | 5:20      |
| 4.  | 〈Fine for Now〉                  | 5:31      |
| 5.  | 〈Cheerleader〉                   | 4:52      |
| 6.  | 〈Dory〉                          | 4:25      |
| 7.  | 〈Ready, Able〉                   | 4:17      |
| 8.  | 〈About Face〉                    | 3:21      |
| 9.  | 〈Hold Still〉                    | 2:23      |
| 10. | 〈While You Wait for the Others〉 | 4:29      |
| 11. | 〈I Live with You〉               | 4:58      |
| 12. | 〈Foreground〉                    | 3:28      |